# Eduardo Primo Yúfera
Eduardo Primo Yúfera (Mazarrón, Múrcia, 1 d'abril de 1918 - València, 28 d'octubre de 2007) va ser un bioquímic i destacat investigador en tecnologia dels aliments.

## Biografia
Encara que nascut al Puerto de Mazarrón essent el seu pare mestre d'escola en aquesta pedania, va viure la seua infància i la seua joventut a Carlet, que el va nomenar fill adoptiu. El 1941 es llicencià en Ciències Químiques a la Universitat de València, i el 1944 obtingué el doctorat a la Universitat de Madrid. El 1950 ocupà una plaça d'investigador en el CSIC, i dos anys després amplià estudis a la Universitat de Basilea, on va treballar al laboratori de Tadeusz Reichstein. En tornar a València, el 1954 fundà l'Institut d'Agroquímica i Tecnologia dels Aliments (IATA), del qual fou el primer director (1957-1974), i d'on sorgiria l'impuls per a la creació d'uns altres centres d'investigació valencians, com són l'Institut de Biologia Molecular i Cel·lular de Plantes, que du el seu nom, l'Institut d'Investigació sobre Desertificació i l'Institut de Biomedicina de València. El 1964 ocupà la càtedra de Bioquímica i Química agrícola en l'Escola Tècnica Superior d'Enginyers Agrònoms de la Universitat Politècnica de València, fins a la seua jubilació el 1986. Va presidir l'Institut Nacional de Ciències del Medi Ambient (INCMA), l'Institut Nacional de Ciència i Tecnologia dels Aliments (INCYTA) i, del 1974 al 1977, el Consell Superior d'Investigacions Científiques (CSIC). Des d'aquest càrrec va tenir un paper important en la preparació del CSIC per a la transició, enfrontant-se alhora al desinterés dels governs de torn i als sectors immobilistes que n'havien fet el seu vedat enfront de les universitats, i impulsant-ne la internacionalització i la creació en el seu si de noves infraestructures d'investigació, especialment en les àrees de Bioquímica i d'Astrofísica. Va ser un dels principals promotors del capítol espanyol del Club de Roma, acadèmic de número de la Reial Acadèmia de Medicina, corresponent de la Reial Acadèmia de Ciències Exactes, Físiques i Naturals, degà de la Reial Acadèmia de Cultura Valenciana i membre de diverses associacions científiques, culturals i socials d'arreu del món, entre les quals la New York Academy of Sciences i la World Academy of Arts and Sciences. Col·laborador de nombroses publicacions especialitzades, va fundar la Revista de Agroquímica y Tecnología de los Alimentos, i va rebre un bon nombre de premis i distincions per la seua labor investigadora. Entre les seues aportacions són de destacar els estudis per a l'obtenció d'energia per al transport a partir dels residus agrícoles (el que avui se’n diu biocombustibles), i per a l'erradicació de plagues agrícoles com ara la de la Ceratitis capitata, més coneguda com a «mosca mediterrània», i la de la «mosca blanca» dels cítrics.
Del 1971 al 1977 va ser procurador a corts.

## Obres
- La deficiencia proteica en la alimentación de la Humanidad, un reto a la ciencia y tecnología de los alimentos (1977)
- Química agrícola (1978)
- La investigación, un problema en España (1981)
- Ecología química: nuevos métodos de lucha contra insectos (1991)
- Introducción a la investigación científica y tecnológica (1994)
- Química orgánica básica y aplicada: de la molécula a la industria, tom I (1994), II (1995) i III (1979)
- Química de los alimentos (1997)
- La alimentación doméstica: conocimientos básicos sobre nutrición familiar (2001)

## Premis i distincions
- Premi Juan de la Cierva a la investigació tècnica (1950, 1961 i 1963)
- Premi Francisco Franco a la investigació científica (1968)
- Premi Torres Quevedo a la investigació tecnològica (1988)
- Premi Rei Jaume I en la modalitat de noves tecnologies, per la seua trajectòria en la investigació agroalimentària (2001)
- Medalla d'Or de la Universitat Politècnica de València (1990)
- Encomienda i Gran Cruz de Alfonso X el Sabio (1951 i 1971, respectivament)
- Medalla d'Or al Mèrit en el Treball (2004)